# Декан, Александр-Габриэль
Алекса́ндр-Габриэ́ль Дека́н (фр. Alexandre-Gabriel Decamps; 3 марта 1803, Париж — 22 августа 1860, Фонтенбло) — французский живописец, рисовальщик и литограф позднего романтизма.

## Биография
Родившийся в Париже в семье пикардийского происхождения (на севере Франции), Александр-Габриэль Декан провёл три года своей юности в Арси с братьями, куда отец отправил его «учиться деревенской жизни». Когда в 1816 году его отец умер, Александр вернулся в Париж и поступил в студию Этьена Буо, художника-архитектора. Но в 1818 году, чтобы учиться под руководством Александра Абеля де Пюжоля, академического живописца. Разочарованным он покинул мастерскую мастера и начал карьеру независимого художника. Вдали от академических кругов он нашёл свое вдохновение в пригородах Парижа и живописности сельской жизни. Одновременно он копировал картины старых мастеров в Лувре, особенно восхищаясь Рембрандтом, «самым необыкновенным из живописцев» («Письмо доктору Верону»). Испытал значительное влияние со стороны Теодора Жерико.

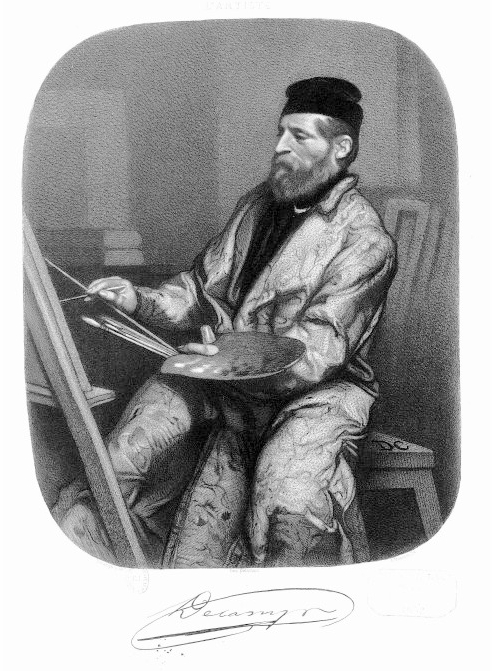
Автопортрет. Гравюра по живописному оригиналу. 1852

Декан дебютировал как художник бытового жанра. В феврале 1825 года его пригласили на охоту в Уазу вместе со своим покровителем бароном д’Иври в замок д’Энонвиль. Там Декан написал небольшую картину «Охотника на болоте» (1827) и «Янычары» (1827), проявив интерес к природе и восточным сюжетам. Стремясь усовершенствовать своё искусство, он путешествовал по Швейцарии и югу Франции (1824). Впервые показал свои работы: «Охота на лаванду» и «Солдат гвардии визиря» в Парижском салоне 1827 года.
В 1828 году Декан был направлен с миссией в Грецию в компании художника Амбруаза-Луи Гарнре, ответственного за увековечивание морской победы при Наварине, и продолжил путешествие, которое привело его в Константинополь, Малую Азию (Смирну) и Ближний Восток. Этот опыт стал решающим. Во время этого путешествия он делал заметки, зарисовки и сохранял изображения, с помощью которых по возвращении он начал формировать собственные образы Востока, долгое время служившие ему вдохновением.
Он писал маслом и акварелью бытовые сцены, исторические картины, пейзажи и изображения животных, литографировал многие из собственных композиций, был иллюстратором и карикатуристом, отражая в карикатурах политические события и общественные нравы своего времени. В последующих салонах 1833—1834 годов картинами «Турецкие всадники на водопое» и «Нищие», а затем «Гвардейский корпус на дороге в Смирну» Декан окончательно утвердил свою репутацию «открывателя Востока».
Изучив на Востоке не только местные народные типы и быт, но и различные породы животных, Декан стал изображать последних, нередко обращая их в остроумную пародию на человека.
Известность художнику принесла картина «Турецкий патруль» (1831, Нью-Йорк, музей Метрополитен). Из его многочисленных жанровых произведений особенно известны: «Казнь крючьями в Азиатской Турции» (1839), «Ценители искусства» (1839; люди с головами обезьян рассматривают картину), «Выход учеников из турецкой школы для мальчиков» (1842; акварель, в высшей степени замечательная по добродушному юмору и тонкой наблюдательности, выказанным в ней художником), «Дети бедуинов, играющие на берегу с черепахами», «Обезьяна-живописец», «Воспоминание о Турции» (картина, более известная под названием «Les canards»), «Дон-Кихот и Санчо Панса», «Обезьяна, смотрящаяся в зеркало», «Охотничьи собаки», «Восточные ослы на скотном дворе», «Лошади, тянущие бичеву» (Париж, Лувр) и «Большой турецкий базар». Среди исторических картин главными считаются «Сыновья Иакова продают своего брата Иосифа», «Самсон избивает филистимлян», «Елиазар и Ревекка», «Битва Мария с кимврами» (иначе «Поражение кимвров», 1833, Париж, Лувр) и «Отдых Святого Семейства на пути в Египет».
В 1827—1831 годах Александр-Габриэль Декан был известен сатирическими рисунками, публикуемыми в журналах «Le Figaro» и «L’Arti» и особенно «La Caricature». В своих политических литографиях он демонстрировал острую иронию, которая принесла ему ещё большую популярность.
Около 1853 года его здоровье ухудшилось, он страдал нервными расстройствами. Поддавшись разочарованию, художник в апреле 1853 года продал свою парижскую мастерскую, выставил на аукцион свои незаконченные работы и удалился на юг, в горы Вейрье (Лот и Гаронна). Именно оттуда в 1854 году он отправил свое знаменитое письмо доктору Верону. Он немного поправился во время Всемирной выставки 1855 года, где представил большую ретроспективу своих работ, включающую около пятидесяти произведений; получил почётную медаль одновременно с Делакруа и Энгром. Он был удостоен звания кавалера ордена Почётного легиона.
В последние годы жизни Декан писал большие картины, которые остались частично незавершёнными. В 1857 году он поселился в Фонтенбло, где нашёл благоприятную среду для работы. Но после падения с коня во время охоты он умер 22 августа 1860 года около 8 часов вечера в Фонтенбло, в своём доме, расположенном на улице де Франс, 1084.

## Галерея

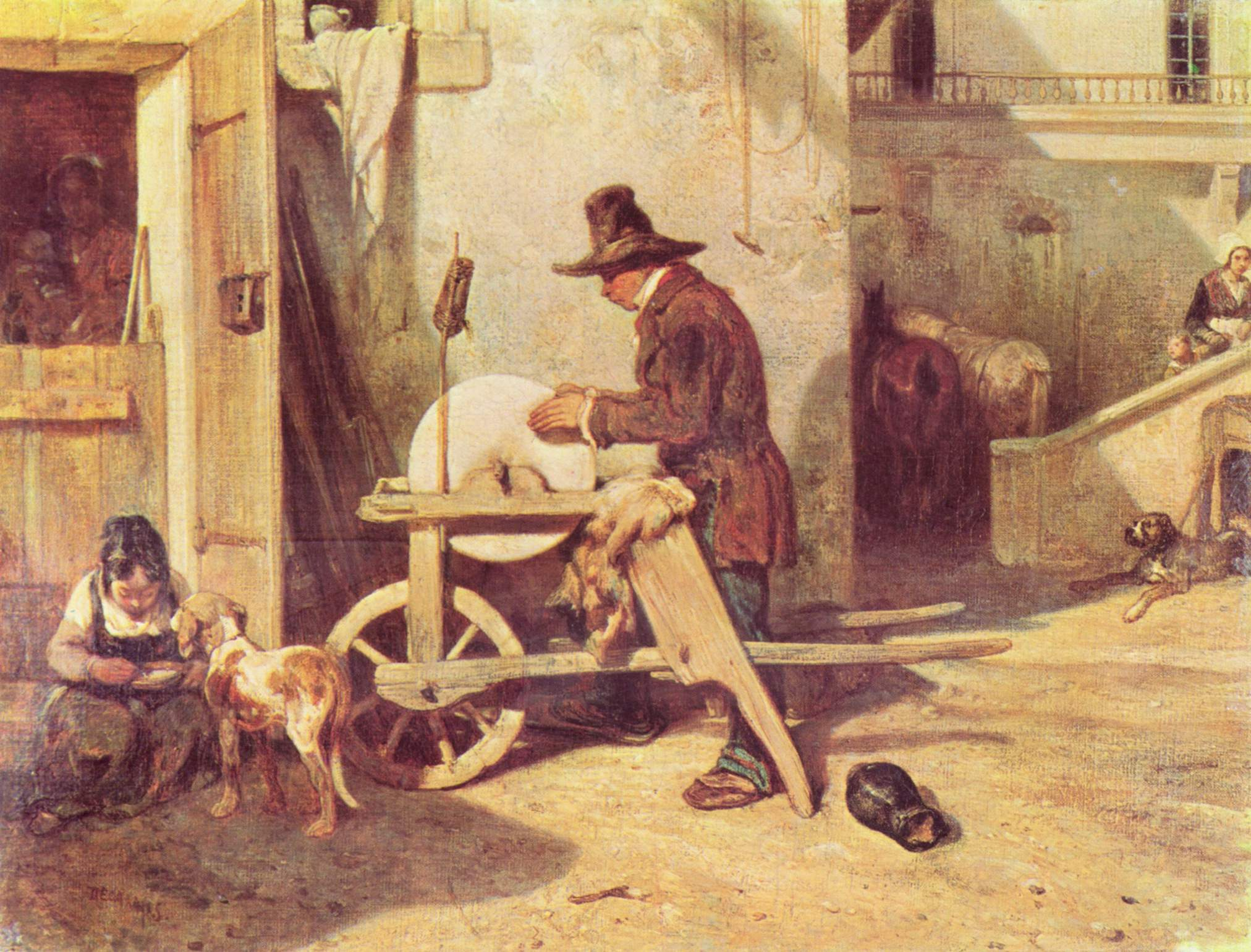
Точильщик. Ок. 1840. Холст, масло. Лувр, Париж
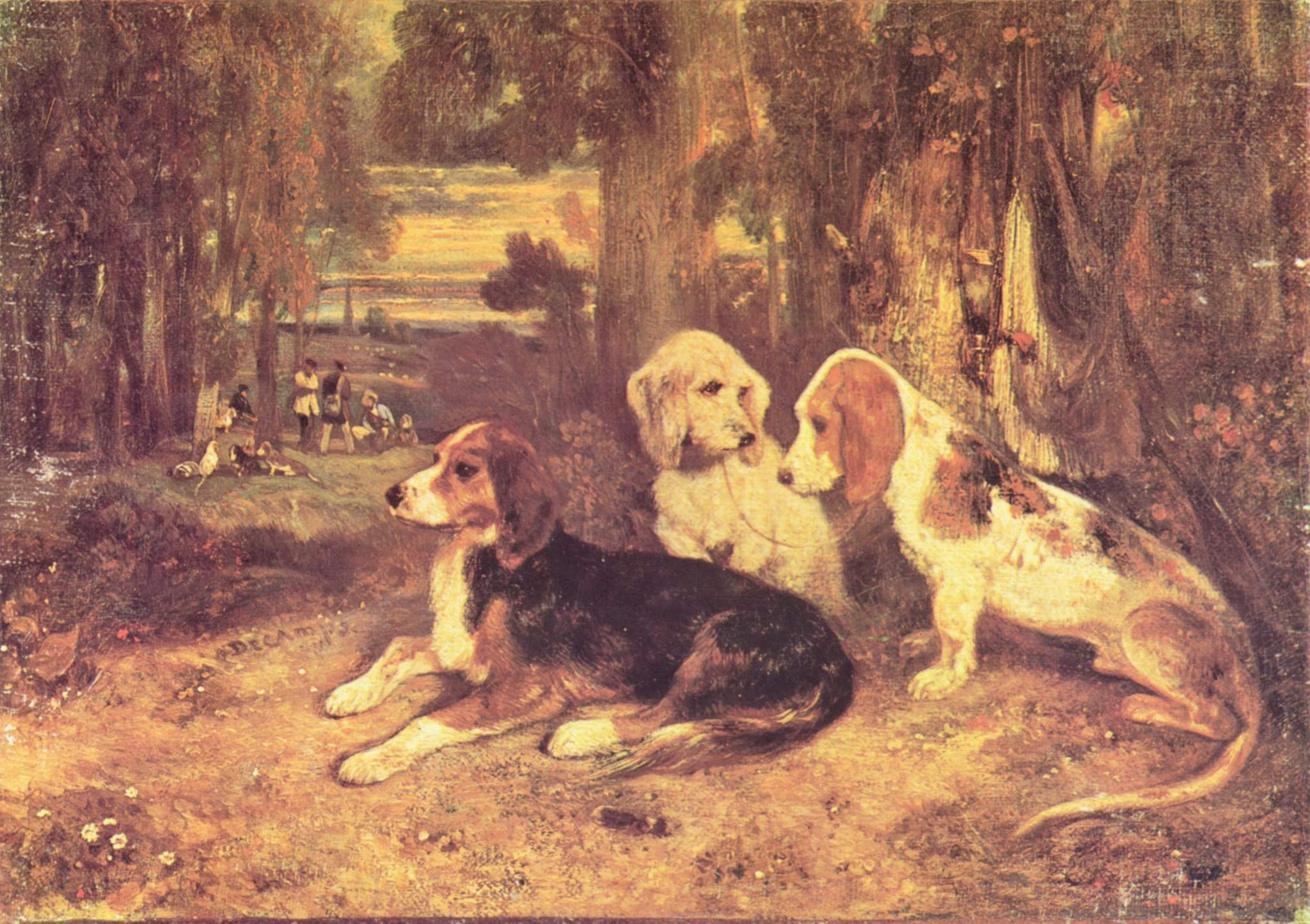
Охотничьи собаки. 1839. Холст, масло. Лувр, Париж
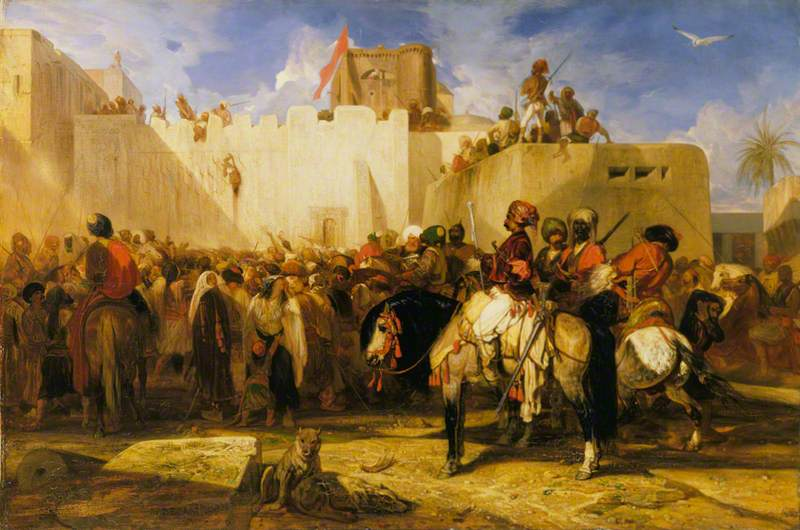
Наказание крюками. 1837. Холст, масло. Собрание Уоллеса, Лондон
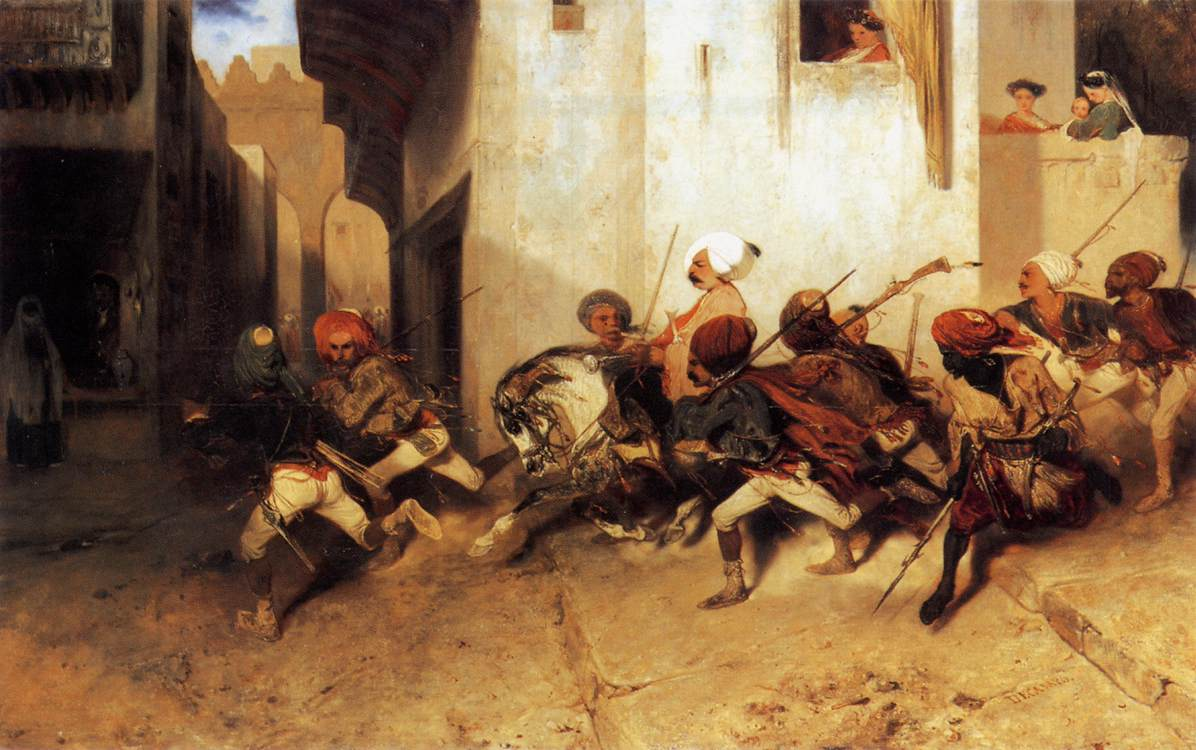
Турецкий патруль (вариант картины). 1831. Холст, масло. Собрание Уоллеса, Лондон
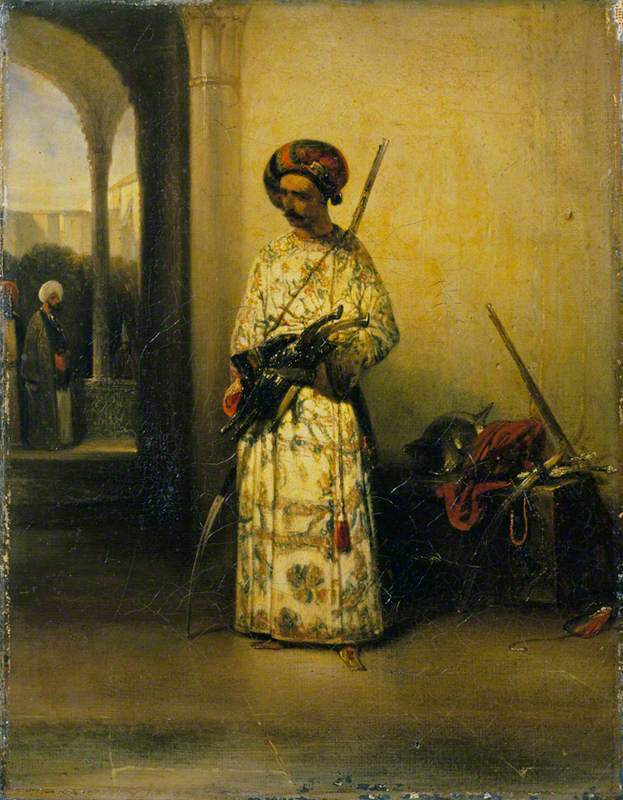
Воин гвардии визиря. Ок. 1826. Холст, масло. Собрание Уоллеса, Лондон
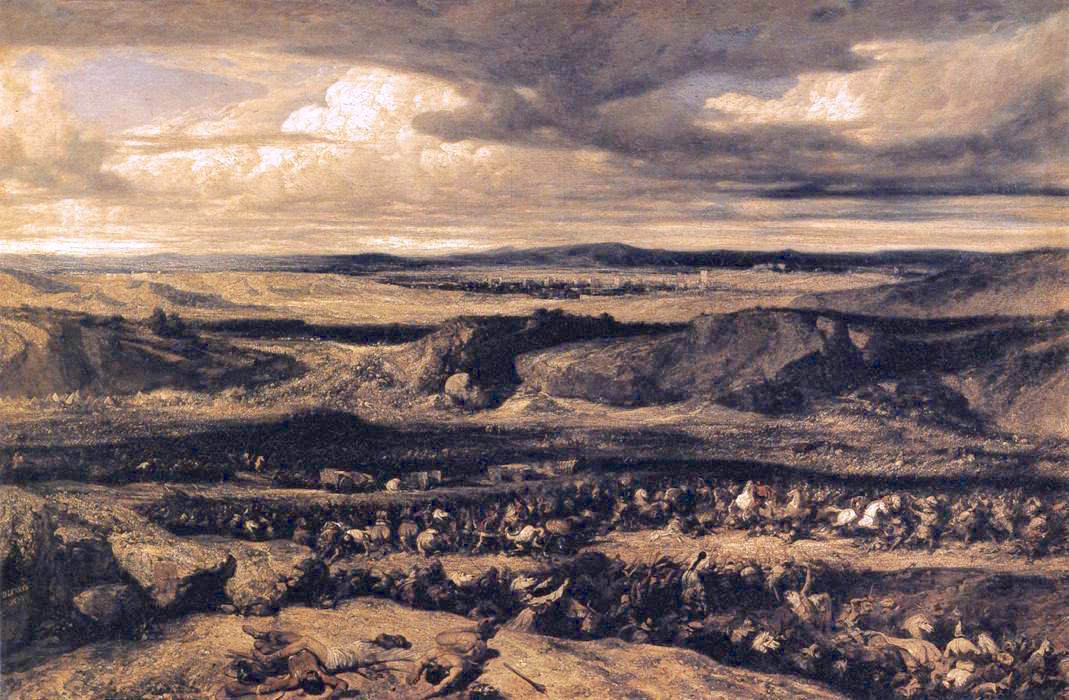
Поражение кимвров. 1833. Холст, масло. Лувр, Париж
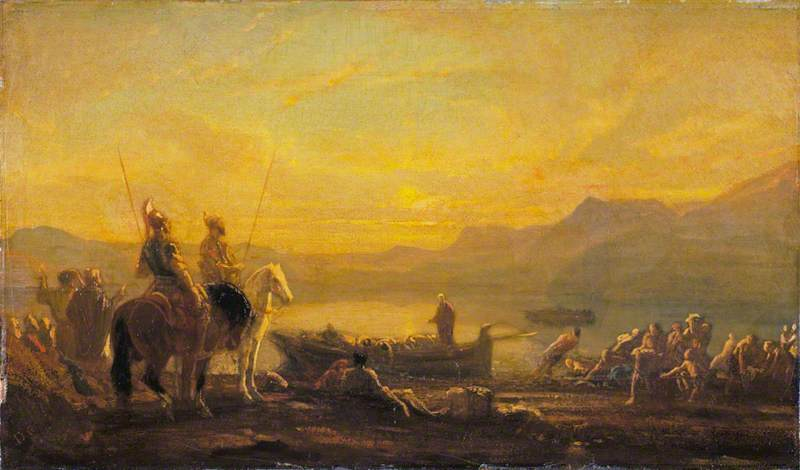
Чудесный улов рыбы. Ок. 1853. Холст, масло. Собрание Уоллеса, Лондон

## Оноре де Бальзак о Декане
Оноре де Бальзак в своей повести «Дело об опеке» пишет о Декане так:

Один из современных нам художников, Декан, в совершенстве владеет искусством заинтересовать тем, что он изображает, — будь то камень или человек. В этом смысле карандаш его отличается большим мастерством, чем его кисть. Он нарисует пустую комнату, поставит там метлу у стены, и вы содрогнетесь, если он того захочет: вам почудится, будто эта метла была орудием преступления, будто она измазана кровью, вы вообразите, что это та самая метла, которой вдова Банкаль подметала комнату, где был убит Фюальдес. Да, художник растреплет метлу, как будто это голова разъяренного человека, он взъерошит её прутья, словно это вставшие дыбом волосы, сделает её связующим звеном между тайной поэзией своего воображения и поэзией, пробужденной в вашем воображении. И вот, нагнав на вас ужас этой метлой, он назавтра нарисует другую, возле неё клубочком свернется кошка, но в спящей кошке будет какая-то таинственность, и вы поверите художнику, что это то самое помело, на котором жена немецкого сапожника летает на шабаш. Или наконец он изобразит самую безобидную метлу, на которую повесит сюртук чиновника казначейства. Кисть Декана, как и смычок Паганини, гипнотизирует.